# Cung điện Thánh James
Cung điện Thánh James (tiếng Anh: St. James's Palace) là cung điện hoàng gia cao cấp nhất ở Luân Đôn, thủ đô của Vương quốc Anh. Cung điện này lấy tên của Tòa án Thánh James, là tòa án triều đình và tọa lạc tại thành phố Westminster ở Luân Đôn. Mặc dù không còn là nơi ở chính của quốc vương, nhưng đây là nơi họp nghi lễ của Hội đồng gia nhập, văn phòng của Thống chế Đoàn ngoại giao và là nơi ở tại Luân Đôn của một số thành viên hoàng gia.
Cung điện Thánh James, được xây dựng bởi vua Henry VIII vào đầu những năm 1530, là một trong những cung điện lâu đời nhất của Luân Đôn, nơi các vị vua và nữ hoàng Anh đã cư trú trong hơn 300 năm. Mặc dù quốc vương trị vì hiện đang sống tại Cung điện Buckingham, nơi đây vẫn là Nơi ở chính thức của quốc vương và với tư cách là cung điện hoàng gia cấp cao nhất ở Vương quốc Anh, được đặt tên là Triều đình (Court of St James's')
Cung điện Thánh James được khởi  vào năm 1536 trên địa điểm của một bệnh viện phong cũ dành riêng cho Thánh Tiểu James. Trong thế kỷ 18 và 19, "khu phức hợp" (complex) của cung điện đã phát triển bao gồm một số tòa nhà mới; York House, Lancaster House và Clarence House. Ngày nay, nhiều thứ vẫn còn sót lại của tòa nhà theo kiến Tudor bằng gạch đỏ ban đầu bao gồm Nhà nguyện Hoàng gia và cổng vào, được bao quanh bởi các tháp pháo đa giác có tường thành giả, được bảo vệ bởi những người lính từ Bộ phận Hộ gia đình của Nữ hoàng khi Quân chủ ở Luân Đôn.
Nó là bối cảnh cho một số sự kiện quan trọng nhất trong lịch sử hoàng gia; Người vợ thứ hai của Henry VIII, Anne Boleyn, đã ở lại đó vào đêm sau lễ đăng quang của bà; năm 1558, Mary Tudor đã ký hiệp ước trao trả Calais cho Pháp; Elizabeth I đã cư trú trong thời gian bị đe dọa bởi Hạm đội Tây Ban Nha và đã rời St James để đọc bài phát biểu nổi tiếng của mình trước quân đội trước khi họ rời Tilbury trên sông Thames.
Vua Charles II đã dành đêm cuối cùng của mình để đổ mồ hôi trong các hành lang, trước khi bị dẫn đi để hành quyết tại Nhà Banqueting, phần duy nhất còn lại của Cung điện Whitehall.
Charles II của Anh, James II, Mary II và Nữ hoàng Anne đều được sinh ra và rửa tội tại St James. William IV (Công tước xứ Clarence) là vị quân chủ cuối cùng sử dụng Cung điện Thánh James làm nơi ở. Nữ hoàng Victoria đã kết hôn với Vương tế Albert tại Nhà nguyện Hoàng gia vào năm 1840 và các buổi lễ tiếp tân chính thức vẫn được tổ chức tại Cung điện Thánh James cho đến năm 1939.
Công nương Diana đã sống ở đó một thời gian cho đến khi ly hôn vào năm 1996 và quan tài của bà được đặt tại Nhà nguyện Hoàng gia trước khi bà qua đời.
Ngày nay, Cung điện Thánh James là nơi ở tại Luân Đôn của một số thành viên Hoàng gia bao gồm Công chúa Anne, Công chúa Beatrice và Công chúa Alexandra. Khu phức hợp cung điện thường xuyên được sử dụng cho các chức năng chính thức của hoàng gia và chính phủ.
Nhà House, ngôi nhà cũ tại Luân Đôn của Thái hậu Elizabeth, nằm trong phạm vi của Cung điện Thánh James và hiện là nơi ở chính thức tại Luân Đôn của Thân vương xứ Wales và Nữ công tước xứ Cornwall.
Nhà Clarence, một phần của "Tòa án Thánh James" và được xây dựng cho vua William IV, được thiết kế bởi John Nash và hoàn thành vào năm 1827.